# Sergentomyia balica
Sergentomyia balica är en tvåvingeart som beskrevs av Lewis och Dyce 1976. Sergentomyia balica ingår i släktet Sergentomyia och familjen fjärilsmyggor. Inga underarter finns listade i Catalogue of Life.
Artens utbredningsområde är ön Sumbawa i Indonesien.